# Herreth
Herreth ist ein Gemeindeteil von Itzgrund im oberfränkischen Landkreis Coburg.

## Geographie
Herreth liegt etwa 15 Kilometer südlich von Coburg zwischen der Itz und dem Main im Banzgau, am Fuße der 455 Meter hohen Eierberge. Durch den Ort führt die Staatsstraße 2204 von Gleußen nach Bad Staffelstein.

## Geschichte
Herreth wurde im 9. Jahrhundert erstmals in den Traditionen des Klosters Fulda, die auf einer Abschrift im Codex Eberhardi aus dem 12. Jahrhundert beruhen, als „Herriden“ genannt. Die nächste Erwähnung war 1154, als Eberhard von Memmelsdorf den Büdenhof zu Lehen gab. Der Ort war damals dem Kloster Fulda steuerpflichtig. Herreth war ein Ganerbendorf, da es mit dem Kloster Banz und den adeligen Familien Schaumberg sowie Altenstein drei gleichberechtigte Dorfherren gab. Den von Altenstein folgten die von Rotenhan und den von Schaumberg 1640 die Marschalk von Ostheim, im 18. Jahrhundert die von Könitz.
Herreth gehörte jahrhundertelang zum Kirchensprengel der Urpfarrei Altenbanz. 1491 wurde erstmals eine eigene Kirche, dem Heiligen Jakobus geweiht, erwähnt. 1529 wurde die Reformation eingeführt. Ab 1585 wohnte erstmals ein evangelischer Pfarrer in Herreth. Die erste Hälfte des 17. Jahrhunderts war von Glaubenskämpfen um die Kirche und die Pfarrei des Ortes geprägt. Allerdings konnten sich die Bamberger und Würzburger Bischöfe nicht durchsetzen. Die Herrether gingen nicht in die katholischen Messen, sondern besuchten im benachbarten Gleußen die evangelischen Gottesdienste. 1725 setzten die Dorfadeligen wieder einen protestantischen Pfarrer ein.
In dem zwischen Bayerns Ministerpräsident Maximilian von Montgelas und Prinz Leopold von Sachsen-Coburg-Saalfeld ausgehandelten Staatsvertrag aus dem Jahr 1811 wurde Herreth Bayern zugesprochen. 1826 erwarb Herzog Wilhelm in Bayern die beiden Güter der Familien von Rotenhan und von Könitz und damit auch das Patronat über die Pfarrei.
1863 wurde der Ortsname von Kleinhereth auf Herreth geändert.
Der Gastwirt Andres Müller gründete 1870 das spätere Kommunbrauhaus. Von 1912 bis 1948 betrieb die Gemeinde das Brauhaus. Die Brauerei des Gastwirts Wilhelm Langguth braute von 1870 bis 1945 Bier. Im Jahre 1863 eröffnete der Gastwirt Friedrich Geiger eine Brauerei, die Fritz Stirnweiß zusammen mit dem Gasthof Ende der 1930er Jahre erwarb. Seitdem betreibt die Familie Stirnweiß das Gasthaus und die Brauerei.
1925 hatte das Dorf 257 Einwohner, von denen 6 der römisch-katholischen und 251 der evangelisch-lutherischen Kirche angehörten, und 49 Wohnhäuser. Im Jahr 1987 hatte das Dorf 181 Einwohner und 53 Wohnhäuser mit 58 Wohnungen. Baugebiete in Mühläcker und Hutweide ließen ab 1993 die Zahl der Anwesen auf 115 und die der Einwohner auf 304 anwachsen.
Am 1. Juli 1972 wurde der Landkreis Staffelstein aufgelöst und Herreth nach Kaltenbrunn eingegliedert. Seitdem liegt Herreth im Landkreis Coburg. Im Zuge der bayerischen Gebietsreform verlor Kaltenbrunn am 1. Mai 1978 seine Selbstständigkeit als Gemeinde und wurde, wie seine Ortsteile, das Pfarrdorf Herreth und der Weiler Merkendorf, Gemeindeteil der Gemeinde Itzgrund. Sitz der Gemeindeverwaltung wurde Kaltenbrunn.

### Einwohnerentwicklung
| Jahr      | 1875 | 1900 | 1925 | 1950 | 1970 | 1987 | 2004 |
| --------- | ---- | ---- | ---- | ---- | ---- | ---- | ---- |
| Einwohner | 291  | 246  | 257  | 338  | 225  | 181  | 304  |

## Sehenswürdigkeiten

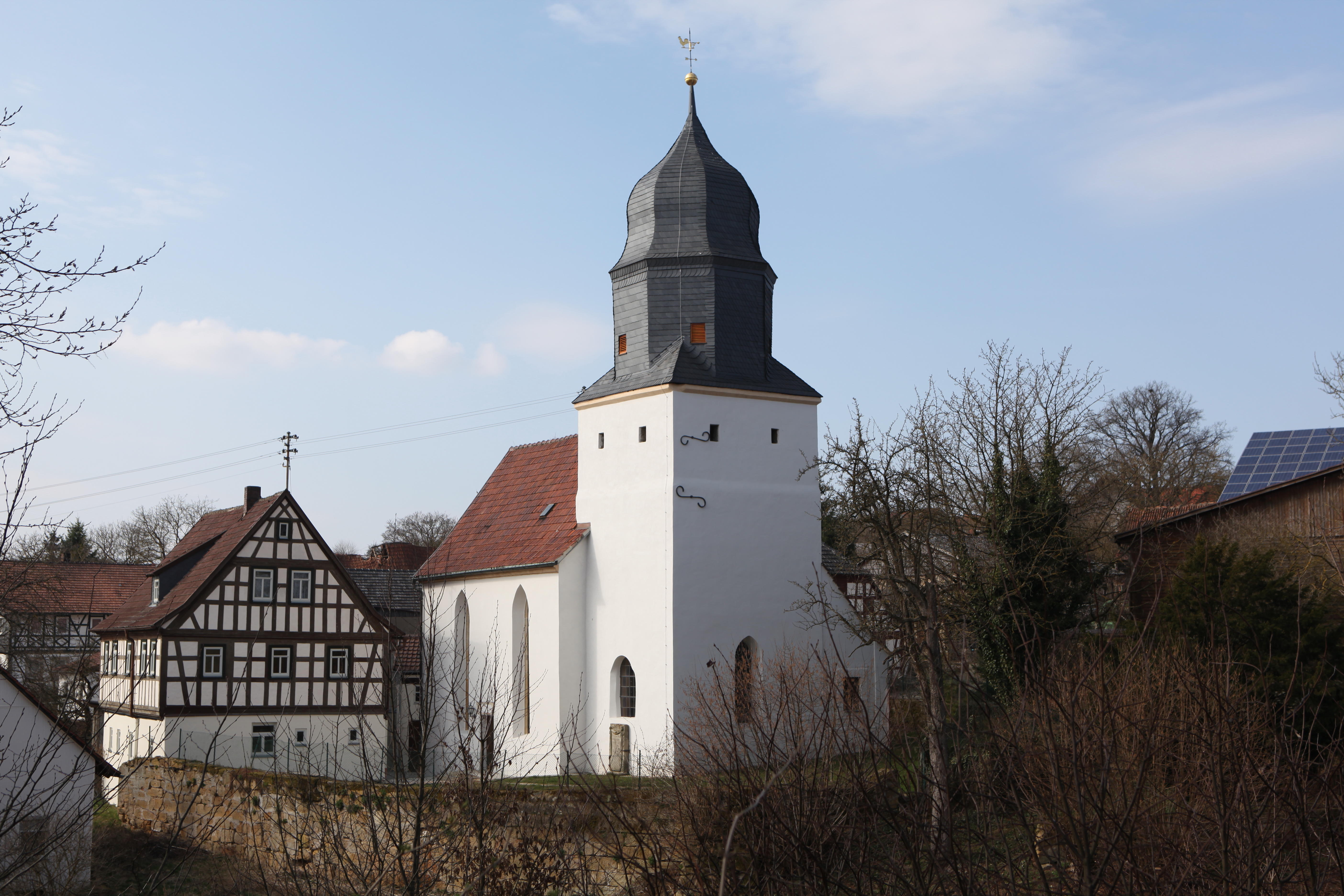
Pfarrkirche St. Jacobus Maior

Die evangelisch-lutherische Pfarrkirche St. Jacobus Maior ist eine Chorturmanlage des 17. Jahrhunderts mit im Kern spätmittelalterlichen Resten. Sie steht ummauert auf einem Hügel am Ortsrand des Dorfes. Der Kirchturm, 1669 mit einer neuen Haube ausgestattet, war wohl ein früher Wehrturm. 1692 bis 1694 erfolgte eine Instandsetzung des Langhauses und der Einbau einer doppelgeschossigen Empore.